# Hans Wind
Pour les articles homonymes, voir Wind.
Pour le nom de famille, voir Wind  (patronyme).
Hans Henrik « Hasse » Wind, né le 30 juillet 1919 à Ekenäs et mort le 24 juillet 1995 à Tampere, est un pilote finlandais.
Lors de la Seconde Guerre mondiale, il devient as de l'aviation avec 75 victoires confirmées.